# Fotoskrivare
Fotoskrivare är en typ av skrivare som kan återge digitala bilder på papper på ett naturtroget sätt. Dessa finns i avancerade modeller för fotolabb, eller billigare varianter för konsumenter. Länge har bläckstråleskrivare dominerat marknaden, men från 2005 och framåt har sublimeringsskrivare börjat ta marknadsandelar. Även bättre färglaserskrivare kan användas för att skriva ut foton, men kvaliteten på dessa utskrifter överträffas ännu lätt av de betydligt billigare alternativen bläckstråle och sublimering.